# Peter Marsman
Pieter (Peter) Marsman (Den Haag, 29 oktober 1921 - aldaar, 28 mei 1944) was een Nederlandse collaborateur in de Tweede Wereldoorlog. Hij zat achter de arrestatie van het Joodse gezin-Mendels een aantal verzetsmensen uit Den Haag. Vanwege dat laatste werd hij door het verzet doodgeschoten.

## Levensloop
Marsman was automonteur. In de Tweede Wereldoorlog wierf hij namens het bedrijf Wijnbergen in Amsterdam arbeiders voor de bouw van de Atlantikwall. Hij wierf ook personeel voor een bouwbedrijf in Maastricht. Hij kreeg blanco papieren die hij kon invullen om de Belgische grens te passeren. Marsman fraudeerde daarmee voor eigen geldelijk gewin en verdiende zo drieduizend gulden per maand. Hij werd echter betrapt door de Duitsers en gearresteerd.
Na zijn arrestatie bood Marsman aan de Sicherheitsdienst zijn diensten aan. Die gingen daarop in en Marsman kwam vrij. Rond het einde van 1942 kreeg Marsman een relatie met de dochter van Bastiaan Vierbergen die aan de Jan Hendrikstraat 5 woonde in de Hofstad. Zo ontdekte hij dat er bij haar vader Joodse onderduikers verborgen zaten. Marsman gaf die informatie door aan de Documentatiedienst, een speciale afdeling van de Haagse politie die nauw samenwerkte met de Duitsers, waarop de agenten Johannes Krom, Cornelis Leemhuis en Jan Viëtor het huis bezochten. Adolf en Bertha Mendels werden samen met hun zoon Jacob Lion opgepakt. Zij verloren alle drie  het leven.
Marsman kwam vervolgens in contact met de verzetsman Frans Mol, een van de leiders van de Knokploeg-Karl, vernoemd naar Karl German. In juni 1943 viel de Haagse politie bij German binnen. Hij wist te ontkomen, maar zijn vriendin niet. Via haar kwamen de agenten andere leden van de knokploeg op het spoor. Zeker een van hen, Gerrit Krol, werd gepakt en later gefusilleerd in Kamp Vught
In mei 1944 maakte de knokploeg-Karl, waar Marsman nog steeds deel van uitmaakte, plannen voor een overval op het zogeheten Oranjehotel. Daar zaten twee vrienden van Leo Voogd, Haags districtshoofd van de Landelijke Organisatie voor Hulp aan Onderduikers gevangen. Zij hadden contact met de SD-man Ficker die beloofd had hen te helpen. In plaats daarvan lichtte Ficker de SD in. Tegelijkertijd had Marsman informatie over een ontmoeting met Ficker doorgegeven aan de Documentatiedienst. Op 26 mei 1944 werden Voogd samen met zijn kompaan Jan Hillenius ter plekke aangehouden. Beiden werden een paar maanden later geëxecuteerd. 
Marsman werd door hun arrestatie wel ontmaskerd als verrader. Er werd een rapport opgesteld dat diende als basis voor het vonnis. Twee dagen later werd Marsman op straat doodgeschoten. Johnny Duiser, lid van de Knokploeg-Karl, was betrokken bij uitvoering van het vonnis.